# Antalya
Antalya je mesto v Turčiji in upravno središče province z istim imenom. Leži na jugozahodni obali Anatolije južno od gorovja Taurus  ob istoimenskem Antalijskem zalivu. Z  več kot milijon prebivalci je osmo največje mesto v Turčiji in največje turško mesto ob sredozemski obali.
Mesto ima dolgo zgodovino. Razširilo in razcvetelo se je v rimskem obdobju, v katerem je dobilo  več spomenikov, med njimi Hadrijanova vrata (leta 130). Večkrat je zamenjalo svoje oblastnike. Za Rimljani so prišli Bizantinci, za njimi leta 1207 Seldžuki in za njimi leta 1391 Osmanski Turki, ki so prinesli pet sto let relativnega miru in stabilnosti. Mesto je po prvi svetovni vojni prišlo pod suverenost Kraljevine Italije, vendar ga je kmalu zatem v vojni za neodvisnost osvojila Turčija.
Antalya je največje turistično središče na turški rivieri. Leta 2014 jo je obiskalo rekordnih 12,5 milijona turistov.
Leta 2015 je v Antalyi potekalo srečanje na vrhu G-20.

## Etimologija
Mesto so ustanovili Stari Grki in ga po njenem ustanovitelju pergamskemu kralju Atalu II.  imenovali starogrško Αττάλεια (Attaleia). Ime se je kasneje poturčilo v Adalia in nazadnje v Antalya.
Attaleia se je imenoval tudi festival v Delfih. Attalis  (grško starogrško Ἀτταλίς) se je imenovalo tudi staro grško pleme v Atenah. Nobeno ime, kljub podobnosti, nima nobene zveze z imenom Anatolija. 

## Zgodovina
Mesto naj bi v helenističnem obdobju ustanovil pergamski kralj Atal II. okoli leta 150 pr. n. št.. Njemu v  čast imenovalo Ataleja ali Atalija.
Ataleja je bila pomorska baza Atalovega močnega vojnega ladjevja. Izkopavanja v Doğu Garajı  leta 2008 so odkrila ostanke iz 3. stoletja pr. n. št., ki kažejo, da Ataleja ni bila novo, ampak ponovno zgrajeno in razširjeno starejše mesto. Leta 133 pr. n. št. je Atal III., nečak Atala II., po svoji smrti mesto prepustil Rimski republiki. V antičnem rimskem obdobju je mesto cvetelo in postalo del rimske province Pamphylia Secunda s središčem v Pergi. 
V 1. stoletju n. št. se je v regijo razširilo krščanstvo. Atalejo sta obiskala Pavel iz Tarza in Barnaba.  V Apostolskih delih o tem piše: 
»Prepotovala sta Pizidijo in prispela v Pamfilijo. Oznanjala sta besedo v Pergi in se nato spustila v Atálejo.  Od tod sta odplula v Antiohijo, kjer sta se bila priporočila Božji milosti za delo, ki sta ga zdaj opravila«.
V Ataleji naj bi bil sedež nekaj škofov, ki so bili bolj verjetno škofi v Ataleji v Lidiji  (Yanantepe). Na sedanjem seznamu škofij katoliške cerkve je Ataleja v Pamfiliji zavedena kot naslovna škofija.
V 13. stoletju so mesto zasedli Seldžuki in bizantinsko  krščansko baziliko z 7. stoletja preuredili mošejo, ki je zdaj v ruševinah. Nekdanji baziliki sta bili tudi Velika mošeja in mošeja  Kesik Minare, ki je bila v 5. stoletju zgrajena kot cerkev Device Marije,  okrašena s fino izklesanim marmorjem. V arheološkem muzeju Antalije je nekaj sarkofagov in mozaikov iz Perge in skrinjica kosti, ki jih pripisujejo svetemu Nikolaju, škofu iz bližnje Mire.
V bizantinskem obdobju je bila Antalya veliko mesto in središče Kibireotske teme, ki je obsegala južno obalo Anatolije. Raziskave  Sperosa Vryonisa kažejo, da je bila največje pristanišče na južni anatolski obali, veliko trgovsko središče in najbolj ugodno pristanišče med Egejskim morjem, Ciprom in Levantom. Med lokalnimi trgovci so bili tudi Armenci, Saraceni in Italci.
V času, ko je bizantinski prestol zasedel Ivan II. Komnen (1118), je bila Antalya izolirano bizantinsko oporišče, obdano s turškimi bejluki, dostopno samo z morja. Po padcu Konstantinopla leta 1204 je Niketas Honiates zapisal, da je nek Aldebrand, »Italijan po rojstvu in vzgojen strogo  po rimskih običajih« vladal v Antalyi, kot da je njegov fevd.  Ko je seldžuški sultan Kejhusrev II.  poskušal osvojiti mesto, je Aldebrand zaprosil za pomoč Ciper. Dobil je 200 latinskih pešakov, ki so po manj kot šestnajst dni trajajočem obleganju premagali napadalce.
Antalyo in njeno zaledje so v zgodnjem 13. stoletju osvojili Seldžuki. Leta 1321 je postala upravno središče turškega bejluka Teke in to ostala do leta 1423, ko so regijo zasedli Osmani. Izjema je bilo obdobje od leta 1361 do 1373, ko je bila pod ciprsko oblastjo. Maroški svetovni potnik Ibn Batuta, ki je Alanyo obiskal v 1330. letih, je o njej zapisal: 
Iz Alanye sem odšel v Antalyo, ki je najlepše mesto.  Zajema ogromno območje, in čeprav je tako obsežno, je eno od najbolj privlačnih mest, ki jih je mogoče videti. Je gosto naseljeno in dobro zasnovano. Vsak del prebivalcev živi v ločeni četrti. Krščanski trgovci živijo v mestni četrti, ki se imenuje Mina (Pristanišče), in je obdana z obzidjem. Četrtna vrata  se zaprejo, ko se znoči in med petkovim bogoslužjem. Grki, ki so njeni prvotni prebivalci, živijo v svoji četrti, Judje v svoji, kralj s svojim dvorom in Mameluki v svoji in vsaka četrt ima enako obzidje kot prva. Preostali del muslimanov živi v glavnem delu mestu. Okoli celega mesta in okoli vseh četrti je še eno veliko obzidje. Mesto ima veliko sadovnjakov in prideluje odlično sadje, vključno z občudovanja vredno sorto marelic, ki jih imenujejo qamar ad-Din, in imajo v svoji sredici sladek mandelj. Sadje sušijo in izvažajo v Egipt, kjer se šteje za veliko razkošje.
V drugi polovici 17. stoletja je potopisec Evlija Čelebi zapisal, da ima mesto ozke ulice, 3000 hiš v dvajset turških in štirih grških četrtih. Mesto sega preko mestnega obzidja, v pristanišču pa da je lahko do dvesto čolnov.
V 19. stoletju je imel oblast v mestu dere bej (zemljiški posestnik), kar je bilo običajno tudi drugod v Anatoliji. Alanyski dere beji so bili iz družine Tekke Oğlu, ki je živela blizu Perge. Leta 1812 se je morala ukloniti sultanu Mahmudu II., vendar je bila še vedno dovolj močna, da se je merila z  osmanskimi guvernerji še dolgo potem, ko so propadli vsi veliki bejluki. Mestni dere beji so omenjeni tudi v dokumentih turške Levantske družbe, ki je imela svoje predstavništvo v Antalyi do leta 1825.  
V 20. stoletju se je število prebivalcev v Anatoliji močno povečalo zaradi Turkov, ki so se priselili s Kavkaza in Balkana. Gospodarska središča Anatolije so bila predvsem pristanišča, ki so oskrbovala notranjost, predvsem Konyo.  Antalya, takrat še Adalija, je bila bolj slikovita kot je sedaj. Za obiskovalce je bilo najbolj zanimivo mestno obzidje in promenade pred obzidjem, ki so se delno ohranile. Vladni uradi in hiše prebivalcev višjih razredov so bili izven mestnega obzidja.  
Leta 1920 je imela Antalya približno 30.000 prebivalcev. Pristanišče je bilo majhno in pozimi nevarno. Izvažala je žito, moko, sezam, živino, les in oglje, slednja predvsem v Egipt, drugo pa v Italijo in na grške otoke. Na otoke je izvažala predvsem moko. Leta 1920 je bilo v mestu kar sedem mlinov za moko. Manufakturne proizvode je uvažala večinoma iz Združenega kraljestva in Združenih držav Amerike.
Na začetku 20. stoletja sta bili v mestu dve predilnici in tkalnici bombaža. Imeli sta več kot 15.000 predilnih vreten in več kot 200 statev. V mestu je bil tudi obrat za baliranje bombaža, ki je bil v nemški lasti, in nekaj obratov za ločevanje semen od bombažnih vlaken.
Ob koncu prve svetovne vojne je mesto okupirala Italija in se obdržala do leta 1923, ko je bila ustanovljena Turška republika. Obširen razvoj Antalye se je začel v 1970. letih,  ko se je iz podeželskega mesta razvila v enega od največjih turških mestnih središč. Največ zaslug za to je imel predvsem turizem, ki se je izjemno razvil v 21. stoletju.

## Podnebje
Južno obalo Anatolije pred severnimi vetrovi ščiti gorovje Taurus, zato ima Antalya sredozemsko podnebje z vročimi poletji (Köppnova podnebna klasifikacija: Csa) in milimi in deževnimi zimami. Na leto ima približno 300 sončnih dni in skoraj 3.000 sončnih ur. Povprečna temperatura morja niha med 16 °C pozimi in 27 °C  poleti. Najvišja izmerjena temperatura zraka je dosegla 45 °C julija, v katerem so povprečne dnevne temperature 34,4 °C. Najnižja izmerjena temperatura je bila -4  °C februarja, v katerem je najnižja povprečna temperatura 6,1 °C.
| Podnebni podatki za Antalya                                   | Podnebni podatki za Antalya | Podnebni podatki za Antalya | Podnebni podatki za Antalya | Podnebni podatki za Antalya | Podnebni podatki za Antalya | Podnebni podatki za Antalya | Podnebni podatki za Antalya | Podnebni podatki za Antalya | Podnebni podatki za Antalya | Podnebni podatki za Antalya | Podnebni podatki za Antalya | Podnebni podatki za Antalya | Podnebni podatki za Antalya |
| Mesec                                                         | Jan                         | Feb                         | Mar                         | Apr                         | Maj                         | Jun                         | Jul                         | Avg                         | Sep                         | Okt                         | Nov                         | Dec                         | Letno                       |
| ------------------------------------------------------------- | --------------------------- | --------------------------- | --------------------------- | --------------------------- | --------------------------- | --------------------------- | --------------------------- | --------------------------- | --------------------------- | --------------------------- | --------------------------- | --------------------------- | --------------------------- |
| Rekordno visoka temperatura °C                                | 23.9                        | 25.9                        | 28.6                        | 36.4                        | 38.0                        | 44.8                        | 45.0                        | 44.6                        | 42.1                        | 37.7                        | 33.0                        | 25.4                        | 45.0                        |
| Povprečna visoka temperatura °C                               | 14.9                        | 15.5                        | 18.0                        | 21.3                        | 25.5                        | 30.9                        | 34.2                        | 34.2                        | 31.2                        | 26.6                        | 21.1                        | 16.6                        | 24.2                        |
| Povprečna dnevna temperatura °C                               | 9.9                         | 10.4                        | 12.7                        | 16.2                        | 20.5                        | 25.4                        | 28.4                        | 28.2                        | 24.8                        | 20.0                        | 14.9                        | 11.4                        | 18.6                        |
| Povprečna nizka temperatura °C                                | 5.9                         | 6.2                         | 8.0                         | 11.2                        | 15.0                        | 19.6                        | 22.7                        | 22.7                        | 19.3                        | 15.2                        | 10.6                        | 7.5                         | 13.7                        |
| Rekordno nizka temperatura °C                                 | −3.4                        | −4.6                        | −1.6                        | 1.4                         | 6.7                         | 11.1                        | 14.8                        | 15.3                        | 10.6                        | 4.9                         | 0.8                         | −1.9                        | −4.6                        |
| Povprečna količina padavin mm                                 | 234.2                       | 160.7                       | 96.8                        | 46.2                        | 30                          | 9.6                         | 2.2                         | 2.5                         | 12.3                        | 67.7                        | 131.9                       | 263.3                       | 1.057,4                     |
| Povp. št. deževnih dni                                        | 12.3                        | 10.8                        | 9.0                         | 7.2                         | 5.6                         | 2.9                         | 1.4                         | 1.4                         | 2.3                         | 5.8                         | 7.5                         | 12.0                        | 78.2                        |
| Povp. št. sončnih ur                                          | 139.5                       | 156.8                       | 204.6                       | 219.0                       | 288.3                       | 297.0                       | 310.0                       | 279.0                       | 237.0                       | 213.9                       | 162.0                       | 133.3                       | 2.640,4                     |
| Vir 1: Turkish State Meteorological Service                   |                             |                             |                             |                             |                             |                             |                             |                             |                             |                             |                             |                             |                             |
| Vir 2: World Meteorological Organization (precipitation data) |                             |                             |                             |                             |                             |                             |                             |                             |                             |                             |                             |                             |                             |

| Jan           | Feb           | Mar           | Apr           | Maj           | Jun           | Jul           | Avg           | Sep           | Okt           | Nov           | Dec           | Leto            |
| ------------- | ------------- | ------------- | ------------- | ------------- | ------------- | ------------- | ------------- | ------------- | ------------- | ------------- | ------------- | --------------- |
| 18 °C (64 °F) | 17 °C (63 °F) | 17 °C (63 °F) | 18 °C (64 °F) | 21 °C (70 °F) | 25 °C (77 °F) | 28 °C (82 °F) | 29 °C (84 °F) | 27 °C (81 °F) | 25 °C (77 °F) | 21 °C (70 °F) | 19 °C (66 °F) | 220 °C (428 °F) |

## Gospodarstvo
Glavni gospodarski panogi sta kmetijstvo in turizem. Glavni kmetijski pridelki so citrusi, bombaž, rezano cvetje, oljke, oljčno olje in banane. Pridelano sadje in zelenjava pokrivata 65 % potreb province.
Od leta 2000 se je v antaljski prosti coni ustanovilo nekaj ladjedelnic, ki so specializirale za gradnjo razkošnih jaht.

## Glavne znamenitosti
V mestu je več plaž, od katerih so najbolj znane Konyaaltı, Lara in Karpuzkaldıran. Najbolj znani zimski športni središči sta Beydağları in  Saklikent.
V mestu so številne mošeje, cerkve, medrese, hani, karavanseraji in turška kopališča (hamam). Najstarejši del mesta je Kaleiçi (pristanišče), ki je še vedno obdano z obzidjem. V njem so zgodovinske zgradbe, zidane v tradicionalnem turškem in lokalnem grškem slogu.

### Zgodovinske zgradbe v mestnem središču
- Kaleiçi: zgodovinsko mestno jedro.
- Antični spomeniki: mestno obzidje, Hadrijanova vrata, stolp Hıdırlık in urni stolp; Hadrijanov stolp je bil zgrajen v 2. stoletju v čast cesarju Hadrijanu, ki je mesto obiskal leta 130.
- Mošeja İskele iz 19. stoletja.
- Medresa Karatay  (islamsko semenišče), ki jo je leta 1250 Celaleddin Karatay.
- Mošeja Kesik Minare (mošeja s podrtim minaretom), ki je bila sprva rimski tempelj, nato bizantinska cerkev in nazadnje mošeja.
- Mošeja Tekeli Mehmet Paše, ki je bila njemu v čast zgrajena v 18. stoletju.
- Yat Limanı, pristanišče iz rimskega obdobja.
- Mošeja Yivli Minare (mošeja z rebrastim minaretom), ki so jo zgradili Seldžuki; okrašena je s temno modrimi in turkiznimi keramičnimi ploščicami; njen minaret je postal simbol mesta.

### Muzeji
- Muzej sredozemskih civilizacij (Kaleiçi muzesi),[26] odprt leta 2007
- Raziskovalno središče mediteranskih kultur (Akdeniz Medeniyetleri Araştırma Merkezi).[27]
- Atatürkov muzej
- Muzej igračk[28]
- Etnografski muzej

### Druge zanimivosti
- hrib Tünek
- park Karaalioglu
- most Arapsu
- mestni akvarij

## Transport

### Mestni avtobusni prevoz
V mestu deluje mreža dolmuşev, zasebnih minibusov, ki jih nadzira mestna oblast.
V mestni lasti je družba Antalya Ulaşım, zadolžena za javni mestni prevoz. Plačevanje z gotovino so leta 2007 zamenjali s karticami Ankart. Zaradi pritožb so leta 2009 ponovno uvedli plačevanje z gotovino. Potnikom so na razpolago tudi permanentne vozovnice.

### Tramvaj
Tramvajska proga, odprta leta 1999, poteka od Mestnega muzeja in hotelov Sheraton Voyager in  Falez po glavnem mestnem bulvarju skozi središče mesta (Kalekapisi) in se konča v hotelskem naselju Talya Oteli. Tramvaji vozijo vsake pol ure z vzhodne in zahodne končne postaje in prispejo v središče mesta  10 do 15 minut kasneje.  
Decembra 2009 je bila odprta 11,1 km dolga tramvajska proga proti severozahodu in živalskemu vrtu. Proge proti letališču,  sejmišču so v gradnji.

### Glavne cestne povezave
Antalya je južni terminal evropske ceste E87, ki povezuje Korkuteli, Denizli, İzmir, Çanakkale  in Edirne v Turčiji z Varno v Bolgariji, Konstanco v Romuniji in Odeso v Ukrajini. Antalya je tudi terminal turške avtoceste D650, ki povezuje Burdur, Afyon, Kütahyo in Sakaryo. Cesti D650 se v Antalyi priključita cesta D400 in lokalna cesta 07-50, ki jo povezuje s Kumulco.

### Letališča
Antalya ima dve mednarodni letališči in eno za notranji promet.

## Pobratena mesta
| - Austin, Texas Združene države Amerike - Bat Yam, Izrael - Cheboksary, Čuvaška republika, Ruska federacija - Famagusta, Severni Ciper | - Haikou, Hajnan, Kitajska - Jeonju, Južna Koreja - Kazan, Ruska federacija | - Mostar, Bosna in Hercegovina - Nuremberg, Bavarska, Nemčija - Rostov na Donu, Ruska federacija - Taldykorgan, Kazahstan |